# Pasłęk
Pasłęk (în germană Preußisch Holland) este un oraș în Polonia.